# Église Saint-Arbogast de Muttenz
La Wehrkirche St. Arbogast (en allemand : église fortifiée Saint-Arbogast) est une église située à Muttenz dans le canton de Bâle-Campagne en Suisse.

## Histoire
Entre le VIe et le VIIIe siècle, se trouve un sanctuaire primitif sur le site de cette église. Entre le XIe et le XIIe siècle, on y trouve un édifice roman doté d'une nef et d'un chœur rectangulaire. À la suite du tremblement de terre qui détruisit Bâle et sa région en 1356, l'église est reconstruite dans un style gothique tardif.
Dans le premier quart du XVe siècle un nouveau clocher est construit, un rempart crénelé et des portes surmontées de tours. Selon Brigitta Strub dans le dictionnaire historique de la Suisse, il s'agit de « l'unique exemple d'église fortifiée conservé en Suisse ». L'église devient propriété de Bâle en 1517. La Réforme y parvient en 1529.

## Particularité
L'église possède un clocher tors et est l'unique exemple d'église fortifiée conservé en Suisse.

## Classement
L'église est un bien culturel d'importance nationale.

### Sources
- « Muttenz » dans le Dictionnaire historique de la Suisse en ligne.